# Джадис (персонаж)
Джадис (англ. Jadis) или Белая Колдунья (англ. White Witch) — персонаж «Хроник Нарнии», одна из главных антагонистов серии.

## Биография
Императрица Джадис происходила из королевского дома Чарна. В ходе гражданской войны она потеряла все свои войска в битве с сестрой, после чего произнесла Запретное Слово, уничтожившее всех живых существ в мире Чарна, кроме неё самой. После этого Джадис отправилась в Зал Образов королевского дворца и временно превратилась в образ, который мог быть возвращён к жизни только при звоне стоящего рядом колокола, то есть в присутствии существ из другого мира.
Дети из нашего мира, Дигори Керк и Полли Пламмер, случайно попали в мир Чарна. Дигори позвонил в колокол, тем самым пробудив императрицу Джадис, которая приказала ему перенести её в наш мир. В нашем мире она лишена волшебной силы, хотя дети об этом не догадываются, но вся физическая сила остаётся при ней. Вскоре Дигори понимает, что в нашем мире её оставлять нельзя, и пытается вернуть её в Чарн. Однако по ошибке он доставляет её в ещё не созданную Нарнию, где она становится носителем зла. Чтобы защитить страну Нарнию от Джадис, Дигори приносит Аслану золотое яблоко из Сада. Из этого яблока вырастает дерево, которое охраняет Нарнию от Джадис на некоторое время (900 лет, если точно). В то же время Джадис крадёт яблоко из Сада, которое даёт ей бессмертие и силу, но запах этих яблок с тех пор её отпугивает.
Ко времени действия второй книги Джадис покоряет всю Нарнию и насылает на неё вечную зиму. Питер, Сьюзен и Люси, оказавшись в Нарнии, начинают бороться с ней, их брат Эдмунд предаёт их Джадис, но, обнаруживая её истинную сущность, раскаивается в содеянном и переходит на сторону Аслана. Впоследствии Джадис требует его выдачи, так как предатели — её достояние. Аслан, понимая, что самозваная королева права, принимает ответные меры: дабы защитить будущее нарнийцев и воплотить в жизнь легендарное пророчество, предлагает ей свою жизнь вместо Эдмунда. Джадис совершает ритуал и закалывает Аслана на Каменном Столе, знаменуя таким образом новую эпоху своего правления. Но, к несчастью для Белой Колдуньи, её знаний, несмотря на столь огромный возраст, не хватило, чтобы правильно истолковать Тайную Магию: Аслан воскрес, так как, по его словам, «если вместо предателя, по своей воле, взойдёт невиновный и чистый сердцем — стол расколется, и даже смерть отступит перед ним». Тем временем Джадис ведёт своё войско против армии избранных правителей Нарнии. Неудачная попытка прикончить Питера оборачивается смертельной — Аслан бросается на неё и убивает.

## Упоминания

### Принц Каспиан
Когда Никабрик привёл к Каспиану ведьму, та утверждала, что колдуньи никогда не умирают по-настоящему, и обещала воскресить Белую Колдунью. Неизвестно, насколько правдивыми были её слова, так как завязалась потасовка и ведьма была убита.

### Серебряное кресло
Среди поклонников Хроник Нарнии существуют спекуляции на тему смерти Белой Колдуньи. Подобные теории основываются на двух вещах. Во-первых, в книге «Принц Каспиан» ведьма говорит: «Кто-нибудь слышал, чтобы колдунья действительно умерла? Вы всегда можете вернуть её». Во-вторых, Дама в зелёном, главный антагонист книги «Серебряное кресло», также является «северной колдуньей», поэтому некоторые фанаты считают, что она и Джадис — один персонаж. Свою лепту в эту дискуссию внесли издатели, которые, давая описания персонажей в приложениях, указывали, что Белая Колдунья появляется в «Серебряном кресле».
На самом деле все эти теории несостоятельны. Хотя в одной из киноверсий Джадис носит брошь с изображением змеи, что даёт пищу предположениям, в книге «Лев, колдунья и платяной шкаф» чётко говорится о том, что Белая Колдунья мертва, и, за исключением попытки Никабрика и ведьмы, нигде не говорилось, что её пытались воскресить. Также можно обратить внимание на рисунки Паулины Бейнс, которыми были проиллюстрированы первые издания книг. На них чётко видно, что Белая Колдунья и Дама в зелёном отличаются друг от друга.
Казалось бы, среди русскоязычных фанатов должно быть меньше споров на данную тему, так как в первых изданиях книг в России отсутствовали приложения. Однако в перевод книги «Серебряное кресло» на русский язык вкралась ошибка. Фраза, которой Рилиан описывает Даму в зелёном, была переведена как «та же [ведьма]», а не как «такая же [ведьма]». Именно на ошибочный перевод в первую очередь ссылаются русскоязычные сторонники «воскрешения» Джадис. Тем не менее, совы, обсуждая Даму в зелёном, говорили: «Много сотен лет назад пришла Белая Колдунья и заморозила страну, наверное, и та, в зелёном, из той же шайки». То есть, они всего лишь имеют в виду, что эта колдунья такая же злая и могущественная, как Белая Колдунья, но не является её «перерождением» и имеет свою отдельную личность.

## Внешность
Джадис обладает ростом 2 метра 13 см и завораживающей красотой. Даже при том, что по лицу Колдуньи явно можно судить о том, что она злая и жестокая, все, кто сталкивался с ней, отмечали её красоту. У Джадис длинные чёрные волосы, ярко-красные губы и чуть золотистый цвет кожи. Но после того, как она съела волшебное яблоко, её кожа стала белая как соль. Ни в Чарне, ни в Лондоне, ни в Нарнии Джадис не расставалась с золотой короной.

## Личность
Джадис высокомерна, жестока и властолюбива. Можно даже сказать, что жажда власти — это единственное, что движет ею. Ради неё Джадис готова абсолютно на всё — и на столетия ожидания, и на уничтожение всего живого, как это случилось в Чарне. Она хитра, умна и готова идти к своей цели разными путями. Когда нужно, Колдунья может запугивать, обманывать, соблазнять и даже умолять. Она прожила много лет и убеждена, что на пути к победе все методы хороши. Однако именно безграничная вера в своё могущество и подводит Джадис. Её самонадеянность и гордыня приводят к тому, что она убивает Аслана, будучи абсолютно уверенной в том, что знает всё о древней магии Нарнии.
Джадис не видит никого вокруг, кроме самой себя. У Колдуньи отсутствуют такие чувства, как сострадание и совесть. Всех окружающих её людей и существ она рассматривает либо как слуг, либо как инструменты для своих планов, либо как противников, которых надо уничтожить. Её замок в Нарнии, заполненный каменными фигурами, а не живыми существами, очень чётко показывает её безграничное одиночество. Но Джадис не страдает от этого. Для неё подобная жизнь кажется вполне естественной.

## Способности
В первую очередь Джадис является могущественной колдуньей. Она отлично разбирается в магии. В Чарне, по её собственным словам, не было никого сильнее её. И нет повода не верить этим словам. Джадис знает магические заклинания и умеет зачаровывать предметы, придавая им магические свойства. Более того, она легко адаптирует свои знания к новым обстоятельствам, как это случилось, когда Джадис оказалась в Нарнии.
Джадис обладает большой физической силой. Ей не составляет особого труда отломить часть железного прута или поднять взрослого человека и швырнуть его на несколько метров. В отличие от магии, эта сила всегда находится при ней, за исключением, когда она оказывается в Лесу между мирами.
Хотя Джадис ещё в Чарне показала, что может жить очень долго, для этого ей пришлось погрузить себя в магический сон. Подлинное бессмертие она обрела только в Нарнии, съев волшебное яблоко.

## Родственники
У Джадис есть сестра, имя которой не было указано в серии книг.
Можно предположить, что она была младшей сестрой, поэтому титул королевы не достался Джадис. Однако она не согласилась с этим и развязала войну за трон. Согласно словам Джадис, они с сестрой договорились, что не будут использовать магию, но её сестра нарушила соглашение, хотя и понимала, что её способности слабее, чем у Джадис. В результате преимущество в войне перешло на сторону принцессы, и вскоре её воины вошли в Чарн. Когда все воины Джадис пали и повстанцы двинулись к дворцу, сёстры встретились на лестнице у входа. Последним словом, которое сказала сестра Джадис, стало «Победа». Затем Джадис ответила: "Да, победа - но не твоя", произнесла Разрушающее слово, и всё живое в мире Чарна обратилось в прах, кроме самой королевы.

## История создания
По воспоминаниям Льюиса, он придумал Джадис под влиянием книги Райдера Хаггарда «Она» . В этой книге фигурировала прекрасная и злобная королева Аэша, которая стала бессмертной, погубив свою душу. В своей рецензии на это произведение Льюис одновременно восхищался книгой и высказывал негативное отношение к главной героине. У персонажей Хаггарда и Льюиса достаточно много общих черт: это жестокие тиранши и колдуньи, антагонистки в своих произведениях, они невероятно красивы и стремятся к бессмертию. Даже имя «белая ведьма» звучит однажды в книге Хаггарда.
Имя «Джадис» происходит, по-видимому, от персидского jâdu — «ведьма», либо от французского jadis — «давным-давно». Возможно, Льюис взял это имя из поэмы лирика Средневековья Франсуа Вийона «Ballade des Dames du Temps Jadis». Льюис написал пародию на это стихотворение под названием «Ballade of Dead Gentlemen».

## Джадис в кино
В кино и на телевидении роль Белой Колдуньи исполняли:
- Тильда Суинтон (2005);
- Дженнифер Кулидж (пародийный персонаж Белая Стерва, «Очень эпическое кино»).
- Барбара Келлерман (телесериал от компании BBC)